# زو، دانکن، جک و جین
زو، دانکن، جک و جین (انگلیسی: Zoe, Duncan, Jack and Jane) یک فیلم سینمایی رده نوجوانان آمریکایی در کمدی موقعیت است که توسط دانیل و سو پیج ساخته شده‌است و با بازی سلما بلر، دیوید مسکو، مایکل روزنبام و آزورا اسکای است که از ۱۷ ژانویه ۱۹۹۹ در شبکه WB آغاز و در ۱۱ ژوئن ۲۰۰۰ به پایان رسید. در ابتدا با نام Zoe Bean شناخته می‌شد و بعداً Zoe در فصل دوم خود بازخوانی شد. این سریال در دو فصل خود در مجموع ۲۶ قسمت پخش کرد.